# Stylidium inversiflorum
Stylidium inversiflorum är en tvåhjärtbladig växtart som beskrevs av Carlq. Stylidium inversiflorum ingår i släktet Stylidium och familjen Stylidiaceae. Inga underarter finns listade i Catalogue of Life.